# ريتشارد إليوت سلوشر
ريتشارد إليوت سلوشر (بالإنجليزية: Richart E. Slusher)‏ (مواليد 1938) باحث وعضو في مجلس جامعة كاليفورنيا (بركلي) وحاصل على شهادة الدكتوراه في الفيزياء من جامعةكاليفورنيا في بيركلي في عام 1965.